# Anne Ditchburn
Anne Ditchburn; eigentlich Ann Ditchburn (* 4. Oktober 1949 in Sudbury, Ontario) ist eine kanadische Ballett-Tänzerin, Choreografin und Filmschauspielerin.

## Leben
Ditchburn wurde schon in jungen Jahren als Ballett-Tänzerin aktiv. Ab 1967 tanzte sie am Nationalballett Kanada und wurde dort auch als Choreografin tätig. Mit den Tanzstücken Giselle und Mad Shadows wurde sie als Tänzerin auch im Fernsehen ausgestrahlt. 1977 zog sie sich vom Nationalballett zurück und verlagerte ihre Haupttätigkeit auf die Schauspielerei. Mit der Filmkomödie Mit dir in einer großen Stadt, wo sie eine Tänzerin spielte, wurde sie dann auch als Schauspielerin bekannt. Die Tanzszenen wurde auch von ihr choreografiert. Die Rolle brachte ihr eine Nominierung als beste Nachwuchsdarstellerin bei den Golden Globe Awards 1979.
Sie hatte danach noch kleinere Rollen. In den 1990er Jahren war sie noch Filmproduzentin für zwei kanadische Spielfilme.

## Filmografie (Auswahl)
- 1978: Mit Dir in einer großen Stadt (Slow Dancing in the Big City, +Choreografie)
- 1980: Coming Out Alive
- 1982: Ein Hauch von Glück (Six Weeks, +Choreografie)
- 1983: I Am a Hotel (Kurzfilm, +Choreografie)
- 1983: Curtains – Wahn ohne Ende (Curtains… The ultimate Nightmare)
- 1989: A Moving Picture (+Choreografie)